# Сур (пустыня)
Пустыня Сур (ивр. מִדְבַּר שׁוּר‎, «Мидбар Шур») — исторический регион, упоминаемый в библейских и других древних источниках. Располагалась на северо-востоке Синайского полуострова, ближе к границе с Палестиной. Пустыня Сур играла важную роль в библейской истории, а также в торговых и военных маршрутах древнего Ближнего Востока.

## Упоминания в источниках

### Еврейские (библейские) источники (XII—V вв. до н. э.)
Пустыня Сур (Шур) упоминается в Танахе (Ветхом Завете) как регион, связанный с историей Исхода и патриархов:
- Быт. 16:7 Ангел находит Агарь, бежавшую от Сары, «у источника в пустыне Шур» на пути к Египту.
- Быт. 20:1 Авраам отправляется в «землю южную» (Негев) и поселяется между Кадесом и Шуром.
- Исх. 15:22 После перехода через Красное море израильтяне вступают в пустыню Шур и три дня идут без воды.
- 1Цар. 15:7 Саул наносит поражение амаликитянам «от Шура до Египта», что подтверждает локализацию региона.

Шур символизирует границу между Египтом и Ханааном, а также зону, через которую беглецы или армии перемещались между этими регионами.

### Древнеегипетские источники (XIII—XI вв. до н. э.)
Египтяне описывали регион Синая и его восточную границу через следующие термины:
- Тхару (Ṯꜣrw)
  - Контекст: Крепость на «Дороге Хора», охранявшая вход в Египет с Синая.
  - Источники:
    - Надписи Рамсеса II (XIII в. до н.э.) в Карнаке.
    - «Папирус Анастаси I» (XIII в. до н.э.) с описанием маршрута через Тхару.
- Шасу (Šꜣsw)
  - Контекст: Кочевые племена Синая и Негева.
  - Источники:
    - Надписи Сети I в Карнаке (XIII в. до н.э.).
    - Стела Мернептаха (XIII в. до н.э.), упоминающая шасу.

### Ассирийскиеисточники (IX–VII вв. до н.э.)
Ассирийцы называли Синай и прилегающие регионы в контексте походов на Египет:
- Муцри (Muṣri)
  - Контекст: Обозначение Египта и прилегающих пустынь.
  - Источники:
    - Анналы Асархаддона (VII в. до н.э.), упоминающие «пустыню Муцри».
- Баззу (Bazu)
  - Контекст: Пустынный регион к западу от Аравии.
  - Источники:
    - Надписи Ашшурбанипала о покорении Баззу.

### Вавилонскиеисточники (VI в. до н.э.)
- Муцру (Mutsru)
  - Контекст: Общее название египетской границы.
  - Источники:
    - Хроники Набонида (VI в. до н.э.).

### Греко-римские источники (V в. до н.э. – IV в. н.э.)
- Аравия Петрейская (Arabia Petraea)
  - Контекст: Римская провинция, включавшая Синай.
  - Источники:
    - Страбон, «География» (I в. н.э.).
    - Клавдий Птолемей, «География» (II в. н.э.).
- Фаран (Pharan)
  - Контекст: Оазис в Синае, упомянутый как остановка на пути из Египта в Палестину.
  - Источники:
    - «Перипл Эритрейского моря» (I в. н.э.).

### Арабские источники(VIII–XIV вв. н.э.)
- Тих (طِيه, Ṭīh)
  - Контекст: Арабское название Синайской пустыни, связанное с библейскими 40 годами скитаний израильтян.
  - Источники:
    - Аль-Масуди, «Золотые копи и россыпи самоцветов» (X в.).
    - Ибн Хаукаль, «Книга путей и стран» (X в.).
- Вади-эль-Ариш (وادي العريش)
  - Контекст: Река/вади на севере Синая, отождествляемая с библейским «Ручьём Египта».
  - Источники:
    - Аль-Идриси, «Нузхат аль-Мухтақ» (XII в.).

## Исследования
Современные исследования пустыни Сур включают археологические и исторические изыскания:
- В районе Тхару (современный Телль-эль-Хабуа[англ.]) обнаружены остатки египетских крепостей, подтверждающих описание «Дороги Хора»[2].
- Исследования шасу и их связи с библейскими амаликитянами[3].
- Локализация библейских топонимов, включая Шур, на основе анализа древних текстов и карт[4].